# Vibia Aurelia Sabina
Vibia Aurelia Sabina (170 - avant 217) est une princesse romaine. Elle est la plus jeune enfant de l'empereur romain Marc Aurèle et de l'impératrice romaine Faustine la Jeune.  

## Biographie
Aurelia Sabina naît probablement à Sirmium, en Pannonie. L'année de sa naissance, ses parents l'empereur romain Marc Aurèle et de l'impératrice romaine Faustine la Jeune, préparaient des expéditions de guerre à Sirmium. Elle est la sœur de l'impératrice romaine Lucilla et de l'empereur romain Commode. Ses grands-parents maternels sont l'empereur romain Antonin le Pieux et l'impératrice romaine Faustine l'Ancienne et ses grands-parents paternels sont Domitia Lucilla et le préteur Marcus Annius Verus.  

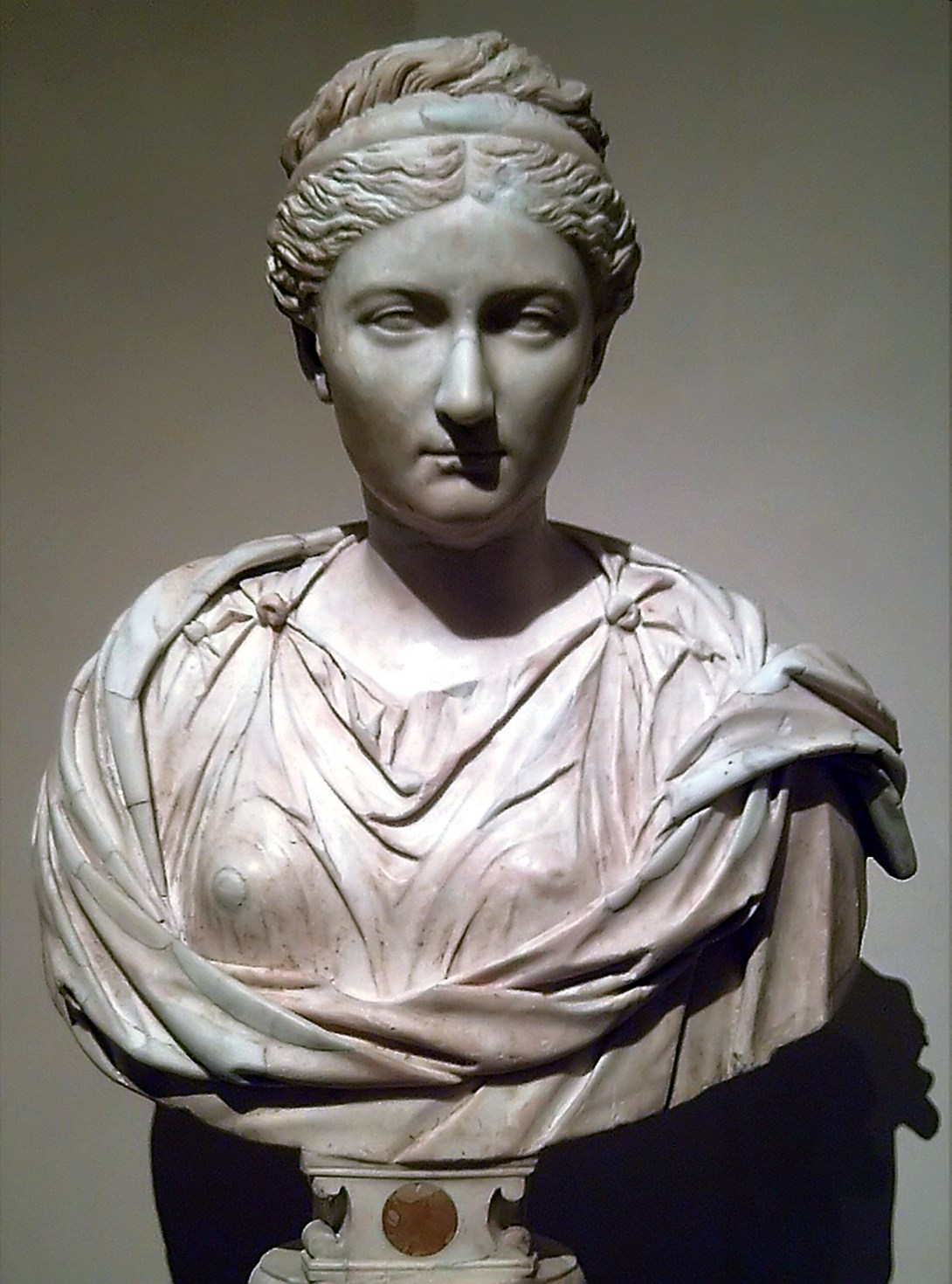
Bustus de Vibia Sabina. Vibia Aurelia Sabina a été nommée en l'honneur de l'épouse d'Hadrien, Vibia Sabina.

Aurelia Sabina est nommée en l'honneur de la défunte impératrice romaine Vibia Sabina, épouse de l'empereur romain Hadrien et de son défunt père le consul Lucius Vibius Sabinus.  
Tout au long de son enfance, Aurelia Sabina voyage avec ses parents dans tout l'empire romain. Quelque temps avant la mort de son père, en 180 apr. J.-C., Aurelia Sabina est fiancée au sénateur romain africain Lucius Antistius Burrus, originaire de Thibilis, une ville près d'Hippo Regius dans la province d'Afrique, qu'elle épousera plus tard. 
À la mort de ses parents, son frère aîné Commode succède à son père en tant qu'empereur romain en 180 apr. J.-C. Après qu'Aurelia Sabina ait épousé Antistius Burrus à Rome, le couple s'installe à Thibilis. En 181 apr. J.-C., son mari y sert comme consul ordinaire.  
En 188 apr. J.-C., Antistius Burrus est impliqué avec d'autres sénateurs romains dans une conspiration contre Commode. Il est mis à mort quand le complot est découvert. Aurelia Sabina n'est pas impliquée dans le complot et survit aux persécutions de son frère en restant vivre en Afrique romaine. 
Après la mort de son premier mari, Aurelia Sabina épouse Lucius Aurelius Agaclytus, un affranchi romano-grec, chevalier de l'ordre équestre. Aurelia Sabina passe ses dernières années à Thibilis. Elle n'a pas eu d'enfants. 
En raison de son statut et de celui de sa famille, elle devient une résidente italienne de premier plan en Afrique du Nord. Selon les inscriptions trouvées à Thibilis, Aurelia Sabina est devenue une importante «patronne» à Thibilis et les citoyens de Thibilis ont fait d'Aurelia Sabina une citoyenne d'honneur. Elle est la Roman Patrona officielle de la ville romano-berbère de Calama (aujourd'hui Guelma) ce qui lui permet d'être promue Roman colonia, un monument y avait été élevé en son honneur. 

## Sources
- The Roman Government of Britain, by Anthony R. Birley, Oxford University Press, 2005
- Marcus Aurelius, by Anthony Richard Birley, Routledge, 2000

## Voir également
- Commode
- Vibia Sabina